# Rui Filipe
Rui Filipe Cândido de Figueiredo (Beira, Moçambique, 1928 — 1997), foi um pintor português.

## Biografia

Casas, c. 1957, óleo sobre tela, 82 x 100 cm

Foi despertado para as artes por um desenhador e escultor em madeira africano: Xavier. Ainda em Moçambique, foi discípulo de Frederico Ayres. Em 1946 veio para Portugal onde foi discípulo de Domingos Rebelo e Dórdio Gomes (em Lisboa e no Porto respetivamente).
Trabalhou com Vasquez Diaz em Madrid, com quem "aprofundou os valores expressivos de um paisagismo mental, articulando as superfícies dos motivos numa continuidade contornada muito rítmica que o cromatismo surdo acentua". Esteve em Paris, onde frequentou a Academia Grande Chaumière (1952-53); e em Londres, na Slade School of Fine Art (1958-59). Depois de 1970 tentou a abstração.
Realizou exposições individuais e apresentou trabalho em diversas mostras coletivas, nomeadamente nas seguintes:  I e II Exposições de Artes Plásticas da Fundação Calouste Gulbenkian; Exposição Internacional de Bruxelas, 1958 (Medalha de Bronze); etc.
Está representado em coleções públicas e privadas, entre as quais: Centro de Arte Moderna José de Azeredo Perdigão, Lisboa; Museu do Chiado, Lisboa; etc.